# 29467 Shandongdaxue
29467 Shandongdaxue è un asteroide della fascia principale. Scoperto nel 1997, presenta un'orbita caratterizzata da un semiasse maggiore pari a 2,7954390 UA e da un'eccentricità di 0,1657649, inclinata di 9,80618° rispetto all'eclittica.